# 黒竜潭異聞
『黒竜潭異聞』（こくりゅうたんいぶん）は、田中芳樹による短編時代小説。

## 概要
五代と元を除く、西晋から明を舞台とした全11編の短編小説が収録されている。
元は当時作品がまだ書かれていなかったからであるが、五代に関しては、作品が複数あり、いずれ「五代群雄伝」として出版したいという作者の意図があったからである。
11編の作品は、初出が出版社数社に跨っていたが、四六判が2000年に、新書版が2002年に実業之日本社から、文庫本が2008年に祥伝社から発行された。
四六判・新書版の装画は伊丹シナ子が、文庫本の装画は伊藤勢が担当した。

## 各話概要

### 宛城の少女
（えんじょうのしょうじょ）
- 時代：西晋、史実を基にした作品

あらすじ
父を襲い、祖母の棺から副葬品を奪っていく匈奴の蛮行を目の当たりにし、少女・荀灌（じゅんかん）は悟った。自分たちが強くあらねば尊厳は守れないと。
晋の愍帝（びんてい）の建興3年（西暦315年）。武帝・司馬炎が呉を滅ぼし、世には平和がもたらされたかに思われた。しかし、暗愚な皇太子・恵帝が即位し、世は再び乱世を迎える（八王の乱）。恵帝の死、永嘉の乱を経て、胡人たちは起兵、いわゆる五胡十六国時代が幕を開ける。
洛陽の南・宛城（現・河南省最南部）を守る平南将軍・荀崧（じゅんしゅう、字を景猷〔けいゆう〕）は、晋に反乱を起こした杜曾（とそう）率いる軍勢に包囲され、民を守るために籠城策を取る。食糧が不足し始め、荀崧は友人でもある襄城（じょうじょう）の太守・石覧（せきらん）に援軍を求めんとする。しかし、襄城へ行くには敵中を突破せねばならなかった。この危険な任務に誰を就かせるべきか、と悩みあぐねていると、荀崧の娘・荀灌が名乗りを上げる。父の教育の甲斐あって、聡明で活発で美しく、兵や民の信頼も篤いこの娘はまだ13歳。宛城の住民数万人の生命が一人の少女の肩にかかる……。
参照項目
晋書（荀崧伝・杜曾伝・列女伝）

### 徽音殿の井戸
（きおんでんのいど）
- 時代：南北朝・宋

あらすじ
皇宮の奥にある徽音殿。かつて袁皇后の住まいであった場所だが、皇后が怨みを抱きながら亡くなって以来、閉鎖されているこの徽音殿で、皇后の幽霊が出ると専らの噂だ。
皇后の死から10年。皇后の息子である皇太子の劉劭（りゅうしょう）は父帝・文帝を弑殺しようと計画を練っていた。母の復讐という訳ではなく、皇太子という地位に飽いたから、という理由であった。
宋の三代皇帝・文帝は内政に力を注ぎ、世は安定していった（元嘉の治）。しかし、即位から27年、文帝は軍事行動を積極的に取り始める。北方の魏軍を侵攻しようと言うのだ。ほとんどの臣下が北伐に反対する中、重臣の一人・江湛（こうたん）が北伐を支持する。皇太子は心の底で、父の失敗を期待し、やがてその願いどおりに惨めな結果に終わった。
失敗の責任を負わせ江湛を斬るべきと皇太子は主張するが、文帝は責任は自分にあるとしてこれを固辞する。それから約2年、皇太子と江湛の対立はより深さを増していた。将来を憂慮する文帝を外に、江湛は副宰相の徐湛之（じょたんし）を巻き込み、皇太子の廃立を企んでいた。目標を同じくする2人は、皇太子の姉・東陽公主が巫蠱（ふこ）の術師・厳道育（げんどういく）を匿っていた事実を利用し、皇太子廃位を文帝に進言する。しかし、廃位の詔が下るより早く、皇太子が謀反を決行する。果たして、皇太子の未来は……。
関連項目
宋書（二凶伝）

### 蕭家の兄弟
（しょうけのきょうだい）
- 南北朝・梁

あらすじ
蕭家の七男と八男はとても仲が悪かった。いつから、何が原因でそうなったのかは誰も覚えていない。
蕭家は梁の皇族。南朝の梁は、「皇帝大菩薩」の異名を取る賢帝、武帝・蕭衍（しょうえん）の功績で泰平と栄華を誇っていた。梁の大同3年（西暦537年）、仲の悪い2人を見かねた武帝は、七男湘東王・蕭繹（しょうえき）を鎮西将軍兼荊州刺史として江陵に、八男武陵王・蕭紀を益州刺史として江陵から1600里離れた成都に赴任させる。
それから11年経った太清2年（西暦548年）、北朝の東魏で権力争いに敗れた侯景が、梁で乱を起こし（侯景の乱）、梁の国都・建康を陥落、幽閉された武帝は老いも相まって衰弱死する。父の仇を討つべしと、湘東王は武陵王に呼びかけるが、湘東王が文官であることを理由に断る。蜀の武人として名の通っていた武陵王は、大宝3年（西暦552年）、「梁の天子は自分以外にいない」と宣言し、即位。それと同時に、兄・湘東王の討伐を命じる。
湘東王は父の仇である侯景を追い詰めつつあった。弟の行いを軽蔑しながらも、たしなめ、北方の敵に備えよと親書を送る。当然武陵王は聞く耳を持たない。そして、湘東王は恐ろしい決断を下す。武陵王が兄討伐にかまけている間に北朝に蜀を討たせようと。互いに王座を譲るまいと、自国内にしか考えが及ばなかった兄弟の末路とは……。
参照項目
宇文泰（西魏の相国）・蕭統（武帝の長男、2人の兄）

### 匹夫の勇
（ひっぷのゆう）
- 時代：南北朝・陳

あらすじ
陳国の猛将として数え切れぬほどの武勲を誇った蕭摩訶（しょうまか）。陳の未来を思って、攻め来る隋を防がんと、後主に作戦を上申するが、政治にも軍事にも興味のない後主はこれを無視し酒と女に酔いしれた。かくして陳は滅亡するが、隋の文帝は蕭摩訶を重臣待遇とし、末っ子の漢王の補佐役に任命する。
平穏に15年が過ぎるが、文帝が崩御し、皇太子の楊広（煬帝）が即位する。しかし、文帝の急死に不審な点があるとして文帝は皇太子に弑逆された、と噂が流れ、漢王もこれを信じた。隋の仁寿4年（西暦604年）、73歳となった蕭摩訶は、煬帝に対する反乱軍の将となっていた。
関連項目
陳書、呉明徹、楊素

### 猫鬼
（びょうき）
- 時代：隋
- 「風よ、万里を翔けよ」に登場する沈光（しんこう）のサイドストーリー。

あらすじ
煬帝の大業12年（西暦616年）、沈光、26歳。諸方で群雄が起こり、世は乱れに乱れていた。統治者としての責任を放棄した煬帝は遊楽に耽り、遂に京師（みやこ）を捨てた。
武人としての自分を誇りに思っていた沈光だが、皇帝の近臣となり、折衝郎将という任に就き、戦場へ行くことが許されない身となっていた。宮廷にいても退屈で、近頃は妓楼通いを続けていた。ある夜、妓楼からの帰り道、高く鋭い、猫のような悲鳴を耳にする。
悲鳴の方へと歩いて行くと、刀傷を負った1匹の黒猫がいた。追っ手を追い払い、猫を介抱するために自宅へと連れ帰った。傷の手当てをし、突如現れた白髯の老人の言に従い、月の光を浴びさせる。傷の手当てをして2日目の夜、沈光の夢に黒っぽい服をまとった女性が現れ、死んだ子猫たちの供養を求める。夢から覚めると、猫は既に姿を消していた。
形ばかりながら子猫たちの供養を済ませると、再びあの老人が現れる。そして、あの猫は“金華の猫”だと教えてくれる。
関連項目
隋書（沈光伝・外戚伝）、独孤陀、楊義臣

### 寒泉亭の殺人
（かんせんちんのさつじん）
- 時代：唐・盛唐
- 1975年、作者が学習院大学在学中に発表し、学内雑誌「輔仁会（ほじんかい）雑誌賞」に入選した。同賞は選考が厳しいことで有名で、入選は優秀賞並みの快挙に比する[1]。

あらすじ
大唐玄宗皇帝の天宝二載六月。豪商・鄭従徳の邸内の庭の隅には、屋根と柱だけの小さな亭（ちん）がある。屋根の上に水が引いてあり、四方の簷（のき）から流れ落ち、水がカーテンの役割を果たしている。
庭師の李彪（りひょう）は真夏に一度だけ中に入ったことがあるが、信じられないほどの涼しさで、肌寒く感じたほどだった。炎天下での仕事は辛く、夏の間だけでもあそこで寝起きできたら……と考えていた。主人の鄭は夏の間は地方に避暑に出かけているが、今は国子監受験のために居候している汪群が“寒泉亭”と名付けて入り浸っていた。
その日もまた、王群が寒泉亭で午睡を貪っていた。そこへ、同じく居候の趙広が詩の議論をしたいからと、王群に呼ばれて入っていった。一刻ほど経った頃、趙広は出ていく。やがて、鄭家に警察が到着する。王群が寒泉亭で死体で見つかったのだ。亭に出入りした趙広と李彪に疑いがかかる。

### 黒道兇日の女
（こくどうきょうじつのおんな）
- 時代：唐・中唐

あらすじ
唐の李愬（りそ、字は元直）は、父・李晠（りせい）と共に名将として知られるが、潔癖な父は、父の功績で子の地位が高まることを嫌い、元直は任官すらしなかった。父は元直が21歳の時に死ぬ。時代を同じくする頃、各地の藩鎮が朝廷の命令を聞かずに民衆に虐政を敷き、反乱を起こしていた。
徳宗皇帝の貞元17年（西暦801年）、元直は29歳。魏博の藩鎮の支配地を訪れていた。休息しようとした瞬間、ひとりの少女が10人ほどの驕兵に囲まれているのを発見する。少女の危機を見過ごせない、と近付こうとした時、野獣の咆哮が響く。驕兵たちの一瞬の怯みを突いて、少女が賊を次々と倒していく。少女の機敏な動きに見とれてしまった元直だが、すぐに参戦し、敵が再度怯んだ瞬間、一匹の豹が木々の間から躍り出る。
少女の名は聶隠（じょういん）。藩鎮の武官・都知兵馬使の父に大切に育てられたが、幼い頃に老いた尼に山奥に連れ去られ、修業を受け、民を苦しめる猛獣を討つ刺客となったのだった。少女から大胆な求愛を受け、一夜を共にした元直だったが、朝目を覚ますと既に少女はおらず、元直は長安へ帰る。
それから16年が経過した、憲宗皇帝の元和12年（西暦817年）、元直は45歳になっていた。藩鎮の呉元済を討つべく、着々と準備を整えていたが、予想外の寒気に見舞われる。そこへ、聶隠が現れ、元直の軍を導いていく。
関連項目
旧唐書、新唐書、牛元翼

### 騎豹女侠
（きひょうじょきょう）
- 唐・中唐
- 前作「黒道兇日の女」と姉妹作と言える作品。

あらすじ
元和元年（西暦806年）、相次ぐ皇帝の死で重臣と宦官が抗争を繰り広げ、朝廷は荒れていた。憲宗皇帝が即位し、綱紀粛正に努め、朝廷は収まる。
しかし、蜀（剣南、後の四川省）の西川（せいせん）節度使・劉闢（りゅうへき）が挙兵し、蜀は劉姓の者が支配するべき（自分は劉備の再来である）と公言、朝廷に背く。劉闢討伐で朝廷の意見は割れるが、劉闢が成都に逃げ帰った後で、皇帝もようやく劉闢討伐の決断を下す。
その頃成都には、陳昭という孔目典（文書担当官）がいた。陳昭は劉闢の部下であるが、家臣ではないため騒ぎを静観していた。ある夜、仕事を終えて帰ろうとすると、上司に呼び止められ、劉闢の内衙（ないが、住居のこと）へ行くよう命じられる。部屋に先客がいたようで、ふと奇妙な勘が働き、陳昭は窓から部屋を覗き見る。すると、劉闢が口を大きく開き、客を丸呑みする異様な光景を見てしまう。
劉闢と目が合ってしまい、すぐに逃げ出す陳昭。劉闢からは、問答無用で殺せと命令が下る。必死に逃げる陳昭だが、眼前に兵士が現れ、ほこが突き下ろされる、そう思った瞬間、凄まじい叫びと共に兵士は倒れる。陳昭を助けたのは、美貌の若い女、名を尋ねると、聶隠、劉闢を殺しに来たと冷淡に答える。
関連項目
酉陽雑俎、太平広記

### 風梢将軍
（ふうしょうしょうぐん）
- 時代：宋・南宋
- 歴史上の人物が登場しない作品

あらすじ
杭州臨安府。金国との戦火も絶えて久しく、世は泰平を極めていた。しかし、医師の黄文攸（こうぶんゆう）は屋敷を物々しく警備させていた。その黄文攸に呼ばれた、李光遠（りこうえん）。黄文攸は、妖怪に狙われているから武芸者として名高い李に助けて欲しいと頼んできた。
黄文攸の話によると、ひと月ほど前、桐源山に薬草を採りに行った時のこと。1日目は何事もなく過ぎたが2日目、突如現れた虎にくわえられどことも知れぬ洞窟へ連れて行かれる。洞窟の入口には虎がいたため、仕方なく奥へ進むと、良家の息女と思われる若い女が泣いていた。女は湖州の董（とう）と名乗り、彼女もまた虎にさらわれたという。虎は彼女に危害を加えず、胸が苦しいという彼女のために医師である黄文攸を連れてきたようだった。
2人は家へ帰るために、虎を騙す計画を立てる。董の根気強い説得に、虎も承知し、虎は黄文攸の調合した薬を飲み、朦朧としながらも、逃げようとする2人を追って、谷底へ落ちてしまう。直後、黒い小さな蛇が飛び出し、「風梢将軍が仇を討つ。来月の満月の夜に気をつけろ」と叫んだ。
蛇を放り投げ、董を連れて無事に家に帰り着いた黄文攸は、董の家人に感謝され、彼女と婚約する。蛇の仕返しを恐れた黄文攸は李光遠に護衛を頼むが、李は「董家で聞いた話と違う」と言い、黄文攸とは異なった顛末を話し始める。
関連項目
僖宗皇帝

### 阿羅壬の鏡
（アラジンのかがみ）
- 時代：宋・南宋
- 歴史上の人物が登場しない。

あらすじ
貿易港として賑わう南宋・泉州。定職に就いていない30代半ばの張敬（ちょうけい）は、これまで日銭を稼いでいた金持ちの家の出入りを禁じられ、大事な収入源を失い、くさっていた。そこへ、異国人の阿羅壬（アラジン）が儲け話を持ちかけてくる。阿羅壬は桃林県で古い墓の盗掘をして財宝を手に入れたという。
阿羅壬が手に入れたのは、秦鏡という古い鏡。早速その鏡を覗き込んでみると、何と鏡面に一体の骸骨が浮き上がっていた。鏡に映った骸骨は、覗き込んだ張敬自身の姿だった。秦鏡は、あたかもレントゲン写真のごとく人間の体内を映し出す鏡だった。これを高く売りつけると意気込む阿羅壬に、「たとえば美女を照らせば、美女の裸がおがめる。そのような鏡なら千金を積む金持ちもいるだろう。でも美女を映して美女の骨を拝んでも気味悪いだけだ。誰がそんなものを買うか」、と諫めた。
それから2カ月後、阿羅壬はその鏡が人体構造を映し出すことを生かし、医者の真似事をして金儲けをしていた。骨折のけが人を映せば骨折箇所が一目瞭然、そして病人を映せば患部が影のように写ることを学んだらしい。医者としての仕事は軌道に乗っていくが、ある日、金持ちの邸宅に招かれた日の帰り道、その家に出入りする商人が鏡に映り込んだ、と、鏡に映り込んだ骨格の姿は常人のそれではなく、頭に禍々しい角を生やしたものだった。その商人は人ならぬ者で、仲間と語らい泉州を乗っ取ろうとしているとの企てを悟る。おびえる張敬は泉州から逃げ出そうと画策するが、阿羅壬は不思議に義侠心を見せ、街を守るべく策をめぐらす。
関連項目
酉陽雑俎

### 黒竜潭異聞
（こくりゅうたんいぶん）
- 時代：明

あらすじ
明の正徳5年（西暦1510年）、宦官の劉瑾（りゅうきん）は、今まさに凌遅刑に処されようとしていた。自身が縛り付けられ、自身の血を浴びることになる柱を見つめながら、彼は過去の栄光を思い返していた。
明の第10代天子・孝宗弘治帝の御宇（みよ）、世の中は安定し、平和だった。だが青年・談瑾は金もなく、女には振られ、働き先もなく、不満を漏らしていた。すると、異様なほど赤い目をした、顔の半分が鬚（ひげ）に覆われている黒衣の老人が現れ、福を授ける、と伝える。談瑾は富貴・女色・不老長生の中から、富貴を選ぶ。老人は、富貴を授けてやるが、それを世のために役立ててはならない、と約束させる。
女色を絶つために宦官になった談瑾は、劉瑾と名を変え、皇太子（後の正徳帝）の信頼を得ていく。そして、宦官の仲間から頼りになりそうな同志を集め、権力を独占する計画を立てていく。
関連項目
劉伯温、馬永成、、張永、安化王、楊一清、魏忠賢